# Epsilon Arietis
'Epsilon Arietis este o stea din constelația Berbecul.